# Umi monogatari
Pour les articles homonymes, voir Umi.
Umi monogatari ~Anata ga Ite Kureta Koto~ (うみものがたり 〜あなたがいてくれたコト〜, alias Sea Story) est une série anime, adaptée en manga, produite par le studio Zexcs, sur une histoire originale de Toshihiko Tsujiki pour le manga et un chara design de Haruko Iizuka.

## Histoire
Deux êtres de l'eau, une adolescente, Marin, et sa petite sœur, Urin, voient un jour tomber une bague dans l'eau. Elles décident de la ramener à son propriétaire, même si les "êtres du Ciel" leur font un peu peur. Mais, accidentellement, Urin relâche une entité maléfique (Sedna) dans la nature. La fille à la bague, Kanon, et Marin, se révèlent être les deux prêtresses qui pourront sceller Sedna et faire revenir la lumière.

## Personnages
- Marin est une adolescente qui vit dans l'eau avec sa petite sœur. Elle montera voir les "êtres du Ciel" pour leur ramener une bague. Elle est la Prêtresse de la Mer.
- Kanon est une lycéenne déçue en amour et elle dégage une aura maléfique. C'est la Prêtresse du Ciel.
- Urin est la petite sœur de Marin et elle libère Sedna accidentellement. Elle se trouvera possédée par la suite.
- Sedna est une entité maléfique.
- La Vielle Tortue, Matsumoto est une tortue chargée d'aider les Prêtresses.
- Miyako est la mère de Kanon.
- Warin est une amie de Marin, Urin et Sam. Elle vit dans l'eau.
- Sam est un ami de Marin, Urin et Warin. Il vit dans l'eau.
- Ichikawa est une petite tortue, c'est la fille de Matsumoto.
- Suzuki est une amie d'enfance de Kanon.
- Oshima est la rivale amoureuse de Kanon.
- La Prêtresse de l'Île chante une chanson qui est censée protéger les habitants de l'île. Elle est très mystérieuse.

## Fiche technique de l'anime

### Voix des personnages
- Marin-Kana Asumi
- Kanon-Minako Kotobuki
- Urin-Yui Horie
- Matsumoto-Rokuro Naya
- Warin-Yukari Fukui

### Génériques
- Opening : violet, par marble
- Ending : Tōmei na Inori, par Masumi Itō